# Klaus Dibiasi
Klaus Dibiasi (Solbad Hall, 6 ottobre 1947) è un ex tuffatore e dirigente sportivo italiano, campione olimpico nella piattaforma in tre edizioni consecutive dei Giochi olimpici, dal 1968 al 1976.
È considerato uno dei più grandi tuffatori di tutti i tempi.

## Biografia
Nacque in Austria da genitori sudtirolesi che vi si erano trasferiti con le Opzioni in Alto Adige e che fecero ritorno in Italia quando era bambino. Il padre era Karl Dibiasi, tuffatore, pluricampione italiano che partecipò ai Giochi di Berlino del 1936.
Colse la sua prima vittoria internazionale nel 1963, a sedici anni non ancora compiuti, quando conquistò la medaglia d'oro dalla piattaforma alla IV edizione dei Giochi del Mediterraneo. L'anno seguente partecipò alla sua prima Olimpiade, vincendo la medaglia d'argento dalla piattaforma. Nella stessa specialità fu medaglia d'oro nei successivi Giochi del 1968 (dove vinse anche l'argento nel trampolino), ai Giochi del 1972 e a quelli del 1976. In quest'ultima edizione, dove fu anche alfiere della squadra italiana nella cerimonia di apertura dei Giochi, totalizzò ben 600 punti, record mondiale e olimpico. Dotato di un fisico statuario, aveva come caratteristica peculiare l'entrata in acqua: i pochi spruzzi sollevati contribuivano a convincere i giudici della validità della sua esecuzione.
È l'unico tuffatore al mondo ad aver vinto tre olimpiadi consecutive nella stessa specialità e in Italia è l'unico atleta, insieme a Valentina Vezzali, ad aver vinto tre olimpiadi consecutive nella stessa specialità in uno sport individuale. È stato campione sia nei tuffi dalla piattaforma sia in quelli dal trampolino.
Oltre a Giorgio Cagnotto, suo amico-rivale, l'avversario più temibile per Dibiasi fu lo statunitense Greg Louganis che, essendo di tredici anni più giovane di Klaus, raccolse il suo testimone una volta che il tuffatore italiano nel 1977 si ritirò per intraprendere la carriera di tecnico. È stato l'allenatore della squadra olimpica in quattro edizioni dei Giochi: nel 1980 a Mosca, nel 1984 a Los Angeles, nel 1988 a Seoul e nel 1996 ad Atlanta, team Leader nel 2004 ad Atene e nel 2008 a Pechino, dirigente responsabile nel 2012 a Londra e membro della FINA nel  2016 a Rio, che ha segnato la sua dodicesima presenza olimpica.
Nel 1981 è stato inserito nella International Swimming Hall of Fame, la Hall of Fame internazionale degli sport acquatici.
Nel 2000 è stato eletto consigliere federale della FIN-Federazione Italiana Nuoto.
Il 26 febbraio 2006 è stato portatore della bandiera olimpica nel corso della Cerimonia di chiusura dei XX Giochi olimpici invernali Torino 2006. È membro della commissione tecnica per i tuffi nella LEN (Lega Europea di Nuoto) e nella FINA (Federazione Internazionale di Nuoto).

## Vita privata
Nel 1980 si sposa con la nuotatrice e modella Elisabetta Dessy, ma il matrimonio finirà dopo pochi anni. Nel 1989 convola a nozze con Laura Schermi, campionessa italiana di tuffi, con cui ha avuto una figlia, Elisa Dibiasi.

## Palmarès
| Anno | Manifestazione          | Sede              | Evento           | Risultato | Prestazione | Note |
| ---- | ----------------------- | ----------------- | ---------------- | --------- | ----------- | ---- |
| 1963 | Giochi del Mediterraneo | Napoli            | Piattaforma 10 m | Oro       |             |      |
| 1964 | Giochi olimpici         | Tokyo             | Piattaforma 10 m | Argento   |             |      |
| 1966 | Europei                 | Utrecht           | Piattaforma 10 m | Oro       |             |      |
| 1968 | Giochi olimpici         | Città del Messico | Piattaforma 10 m | Oro       |             |      |
| 1968 | Giochi olimpici         | Città del Messico | Trampolino 3 m   | Argento   |             |      |
| 1970 | Europei                 | Barcellona        | Piattaforma 10 m | Argento   |             |      |
| 1970 | Europei                 | Barcellona        | Trampolino 3 m   | Argento   |             |      |
| 1970 | Universiadi             | Torino            | Piattaforma 10 m | Oro       |             |      |
| 1970 | Universiadi             | Torino            | Trampolino 3 m   | Oro       |             |      |
| 1971 | Giochi del Mediterraneo | Smirne            | Trampolino 3 m   | Argento   |             |      |
| 1971 | Giochi del Mediterraneo | Smirne            | Piattaforma 10 m | Argento   |             |      |
| 1972 | Giochi olimpici         | Monaco di Baviera | Piattaforma 10 m | Oro       |             |      |
| 1973 | Mondiali                | Belgrado          | Piattaforma 10 m | Oro       |             |      |
| 1973 | Mondiali                | Belgrado          | Trampolino 3 m   | Argento   |             |      |
| 1974 | Europei                 | Vienna            | Piattaforma 10 m | Oro       |             |      |
| 1974 | Europei                 | Vienna            | Trampolino 3 m   | Oro       |             |      |
| 1975 | Mondiali                | Cali              | Piattaforma 10 m | Oro       |             |      |
| 1975 | Mondiali                | Cali              | Trampolino 3 m   | Argento   |             |      |
| 1975 | Giochi del Mediterraneo | Algeri            | Piattaforma 10 m | Oro       |             |      |
| 1975 | Giochi del Mediterraneo | Algeri            | Trampolino 3 m   | Argento   |             |      |
| 1976 | Giochi olimpici         | Montréal          | Piattaforma 10 m | Oro       |             |      |

Al suo ricco palmarès vanno aggiunti 18 titoli italiani assoluti estivi e 11 indoor

## Onorificenze
- Commendatore della Repubblica[5]
- Medaglia d'oro al valore atletico (1976) "Campione Olimpico Tuffi Piattaforma 10m" n.589
- Medaglia d'oro al valore atletico (1972) "Campione Olimpico Tuffi Piattaforma 10m" n.519
- Medaglia d'oro al valore atletico (1968) "Campione Olimpico Tuffi Piattaforma 10m" n.441
- Medaglia d'argento al valore atletico (1964) "2º Classificato alle Olimpiadi Tuffi Piattaforma 10m" n.11

## Riconoscimenti
- Nel 1981 è stato inserito nella International Swimming Hall of Fame.
- Nel maggio 2015, una targa a lui dedicata fu inserita nella Walk of Fame dello sport italiano a Roma, riservata agli ex-atleti italiani che si sono distinti in campo internazionale.[6][7]